# Hame Faiva

a Compétitions nationales et continentales officielles uniquement.

b Matchs officiels uniquement.
Dernière mise à jour le 4 janvier 2024.
Hame Faiva, né le 9 mai 1994 à Auckland (Nouvelle-Zélande), est un joueur international italien de rugby à XV qui évolue au poste de talonneur. Il joue à Bath Rugby en Premiership.

## Biographie

### Jeunesse et formation
Né à Auckland, Faiva a fréquenté le Wesley College dans cette ville et y a joué pour l'Eden Rugby Club (en) avant d'essayer le rugby à XIII. Pendant son séjour au Wesley College, il a également représenté les Counties Manakau avant de déménager vers le sud à Waikato où il était également membre de leur académie et a joué avec les moins de 20 ans. 

### Carrière en club
Faiva fait ses débuts professionnels pour Waikato dans le Ranfurly Shield contre l'équipe de la Horowhenua-Kapiti en juillet 2013, à tout juste 19 ans. Il fait ses débuts dans le championnat national provincial un peu plus tard dans le courant de l'année, mais c'est sa seule apparition à ce niveau en 2013. L'année suivante, il obtient plus de temps de jeu avec huit matchs et marque deux essais en commençant à s'imposer comme le premier choix de la province sous le maillot numéro 2. Plus tard, il joue dans tous les vingt matchs de Waikato lors des saisons 2015 et 2016. 
Ces saisons de solides performances provinciales sont récompensées lorsqu'il est nommé dans l'équipe des Blues pour la saison 2017 de Super Rugby où il dispute six matchs. 
Le 13 novembre 2017, Faiva quitte son pays natal pour signer avec le Benetton Trévise en Italie en Pro14 pour la saison 2017-2018.
À Trévise, il devient un cadre de l'équipe de Kieran Crowley qui s'impose comme une franchise capable de battre toutes les autres lors des saisons 2017-2018 et 2018-2019,.
Encore en forme lors de la reprise post-pandémie en 2020, enchainant les titularisations et les essais en Pro14, il se blesse néanmoins à la fin de l'année et est forfait pour le reste de la saison.
À partir de la saison 2022-2023, il rejoint le club des Worcester Warriors évoluant en Premiership. Toutefois, son nouveau club est placé en redressement judiciaire, il en résulte donc que tous les employés du club sont licenciés, Faiva se retrouve alors sans club à partir du 5 octobre 2022.
Il signe finalement aux Hurricanes et fait donc son retour, six ans après son départ de Nouvelle-Zélande, en Super Rugby. Pour son premier match sous ses nouvelles couleurs, il inscrit un essai en sortie de banc et contribue à la large victoire 59-0 de son équipe contre les Moana Pasifika.
Durant le mois de novembre 2023, il est annoncé qu'il fait son retour en Angleterre, pour le club de Bath Rugby.

### Carrière internationale
Faiva faisait partie des équipes néo-zélandaises des moins de 20 ans qui ont participé aux championnats du monde juniors 2013 et 2014. Il a marqué quatre essais en huit apparitions, les Kiwis ayant terminés respectivement quatrièmes et troisièmes,. 
Éligible pour la sélection italienne à partir de l'automne 2020, il est régulièrement cité comme l'avenir au talon de la squadra azzurra,. 
En août 2023, il est sélectionné par l'Italie pour disputer la Coupe du monde en France. 